# صموئيل برستون بايارد
صموئيل برستون بايارد (بالإنجليزية: Samuel Preston Bayard)‏ هو عازف كمان ‏ أمريكي، ولد في 10 أبريل 1908 في بيتسبرغ في الولايات المتحدة، وتوفي في 10 يناير 1997 في ولاية كوليج في الولايات المتحدة.